# 网脉核果木
网脉核果木（学名：Drypetes perreticulata）为大戟科核果木属下的一个种。

## 扩展阅读
- 維基物種上的相關：网脉核果木